# Maszáj vallás
A maszáj vallás a Kenyában és Tanzániában élő maszájok hagyományos hitrendszere.

## Hagyományos hiedelmek
A maszáj kultúrában a természet és annak elemei különösen fontosak. Enkai (más néven Engai) a legfelsőbb teremtő, aki egyszerre rendelkezik férfias és nőies vonásokkal (androgün). A maszájok Ngai ősi lakhelyét „Ol Doinyo Lengai”-ként emlegetik, a kifejezés jelentése "Isten hegye", a maszájok szerint ez a hegy Észak-Tanzániában található.
Ngai vagy Enkai az istenség neve mellett az „eső” szó szinonimája a maszáj nyelvben.
A maszáj vallásban a laibon (többes számban: laiboni) jár közben az élők világa és a Teremtő között. Ők a maszájok főpapjai és jósai. A vallási szertartások – köztük az étel és italáldozatok – levezetése mellett fizikailag és lelkileg is gyógyítják az élőket.

## Fordítás
Ez a szócikk részben vagy egészben  a   Maasai religion című angol Wikipédia-szócikk ezen változatának fordításán alapul.  Az eredeti cikk szerkesztőit annak laptörténete sorolja fel. Ez a jelzés csupán a megfogalmazás eredetét és a szerzői jogokat jelzi, nem szolgál a cikkben szereplő információk forrásmegjelöléseként.